# 다운 (가수)
다운(Dvwn, 본명: 정다운, 1994년 2월 24일 ~ )은 대한민국의 싱어송라이터이다. 2018년 11월 21일 EP 음반 Panorama와 함께 솔로로 데뷔했다. 강타, NCT DREAM, Young K, 강다니엘 등 여러 아티스트를 위해 노래를 작사, 작곡했다.

## 음반

### EP
- Panorama[1] (2018)
- It's Not Your Fault[2] (2021)